# Noisy-le-Roi
Pour les articles homonymes, voir Noisy.
Noisy-le-Roi est une commune du département des Yvelines en région Île-de-France, en France, à une vingtaine de kilomètres à l'ouest de Paris, en bordure et au sud de la forêt de Marly et au nord de la plaine de Versailles.
Ses habitants sont appelés les Noiséens.

## Géographie

### Localisation
- Le territoire de la commune de Noisy-le-Roi s'étend dans la plaine de Versailles entre la forêt de Marly au nord et le ru de Gally au sud, à environ 130 mètres d'altitude. C'est un territoire urbanisé pour un quart de sa superficie environ, le reste étant occupé par des terres agricoles dans la partie sud et par une frange de la forêt de Marly dans la partie nord.
- Noisy-le-Roi est localisée à 11 kilomètres au nord-ouest de Versailles, préfecture des Yvelines, à 9 kilomètres au sud de Saint-Germain-en-Laye, à 18 kilomètres à l'ouest de la porte d'Auteuil et à 26 kilomètres à l'ouest de la cathédrale Notre-Dame de Paris, point zéro des routes de France.

### Communes limitrophes
| Saint-Nom-la-Bretèche | L'Étang-la-Ville   |        |
| Villepreux            | Noisy-le-Roi       | Bailly |
| Rennemoulin           | Fontenay-le-Fleury |        |

L'habitat, essentiellement composé d'habitations individuelles, est groupé le long de l'ancien tracé de la RD 307, à l'exception d'un important lotissement, le domaine de la Tuilerie, situé à l'ouest en bordure du golf de Saint-Nom-la-Bretèche. La ville, contiguë avec celle de Bailly, forme avec cette dernière une seule agglomération de près de 12 000 habitants.
De nos jours, Noisy-le-Roi est une commune périurbaine située dans l'aire urbaine de Paris, au cœur des bassins d'emplois de Versailles/Saint-Quentin-en-Yvelines, de La Défense et de l'unité urbaine de Paris.

### Climat
Pour des articles plus généraux, voir Climat de l'Île-de-France et Climat des Yvelines.
En 2010, le climat de la commune est de type climat océanique dégradé des plaines du Centre et du Nord, selon une étude du CNRS s'appuyant sur une série de données couvrant la période 1971-2000. En 2020, Météo-France publie une typologie des climats de la France métropolitaine dans laquelle la commune est dans une zone de transition entre le climat océanique et le climat océanique altéré et est dans la région climatique Sud-ouest du bassin Parisien, caractérisée par une faible pluviométrie, notamment au printemps (120 à 150 mm) et un hiver froid (3,5 °C).
Pour la période 1971-2000, la température annuelle moyenne est de 11 °C, avec une amplitude thermique annuelle de 14,8 °C. Le cumul annuel moyen de précipitations est de 685 mm, avec 10,9 jours de précipitations en janvier et 7,7 jours en juillet. Pour la période 1991-2020, la température moyenne annuelle observée sur la station météorologique la plus proche, située sur la commune de Trappes à 9 km à vol d'oiseau, est de 11,6 °C et le cumul annuel moyen de précipitations est de 686,3 mm,. Pour l'avenir, les paramètres climatiques de la commune estimés pour 2050 selon différents scénarios d'émission de gaz à effet de serre sont consultables sur un site dédié publié par Météo-France en novembre 2022.

## Urbanisme

### Typologie
Au 1er janvier 2024, Noisy-le-Roi est catégorisée ceinture urbaine, selon la nouvelle grille communale de densité à sept niveaux définie par l'Insee en 2022.
Elle appartient à l'unité urbaine de Noisy-le-Roi, une agglomération intra-départementale regroupant trois  communes, dont elle est ville-centre,,. Par ailleurs la commune fait partie de l'aire d'attraction de Paris, dont elle est une commune de la couronne,. Cette aire regroupe 1 929 communes,.

### Voies de communication et transports

#### Réseau routier

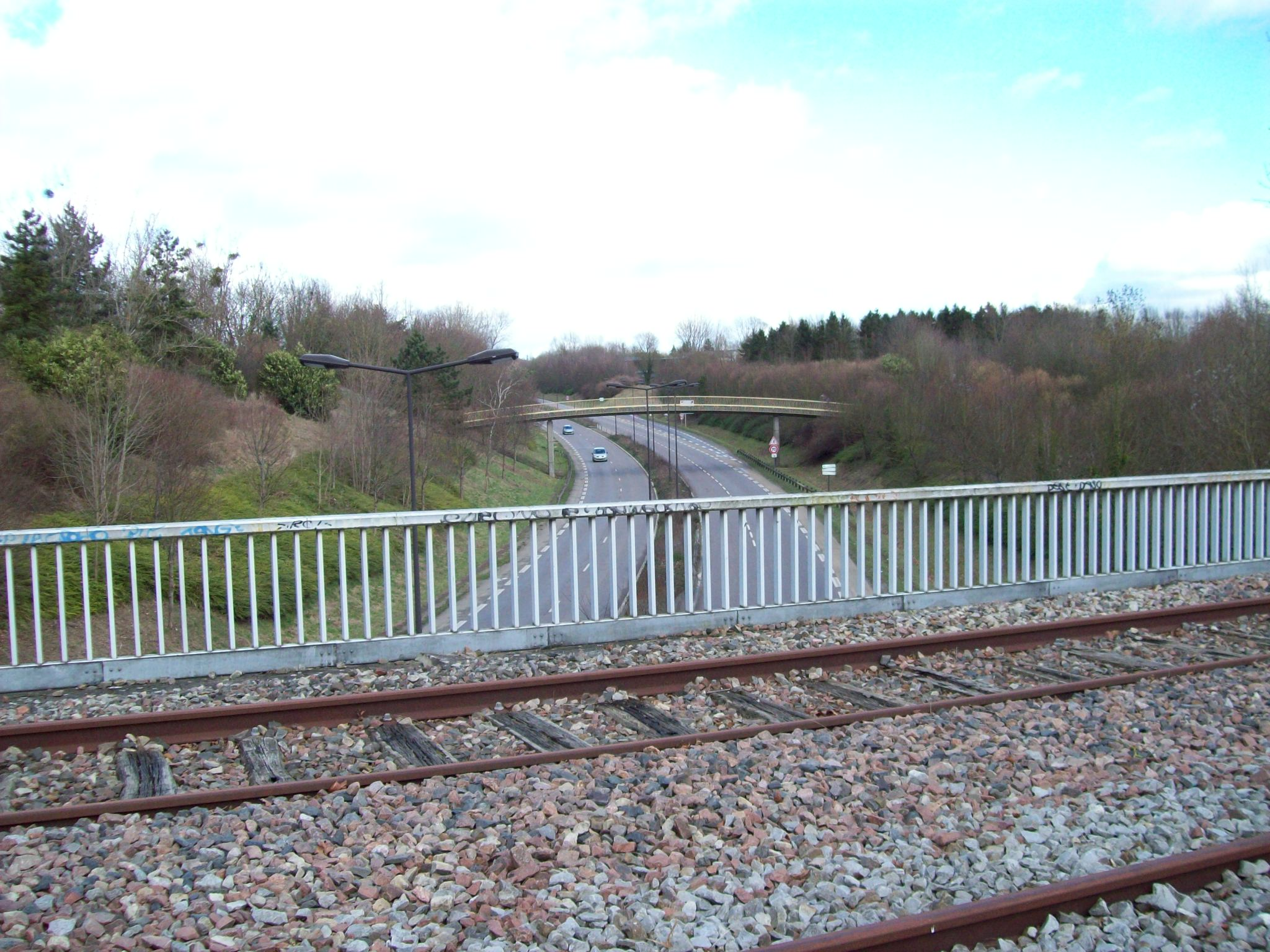
RD 307 entre Bailly et Noisy-le-Roi.

- La commune est traversée dans sa partie nord par l'autoroute A 13 (autoroute de Normandie) qui, à cet endroit, a été construite dans la forêt de Marly. Il n'y a toutefois pas de sortie autoroutière spécifique à Noisy-le-Roi.
- Les communications sont assurées principalement par la route départementale 307, qui relie Saint-Cloud, la route nationale 186 (proche de l'autoroute A13) à Maule. Cette route orientée est-ouest emprunte une déviation à 2x2 voies qui évite l'agglomération de Bailly - Noisy-le-Roi par le sud.
- Sur un axe nord-sud, la route départementale 161 relie L'Étang-la-Ville à Villepreux par la plaine de Versailles.

#### Ferroviaire

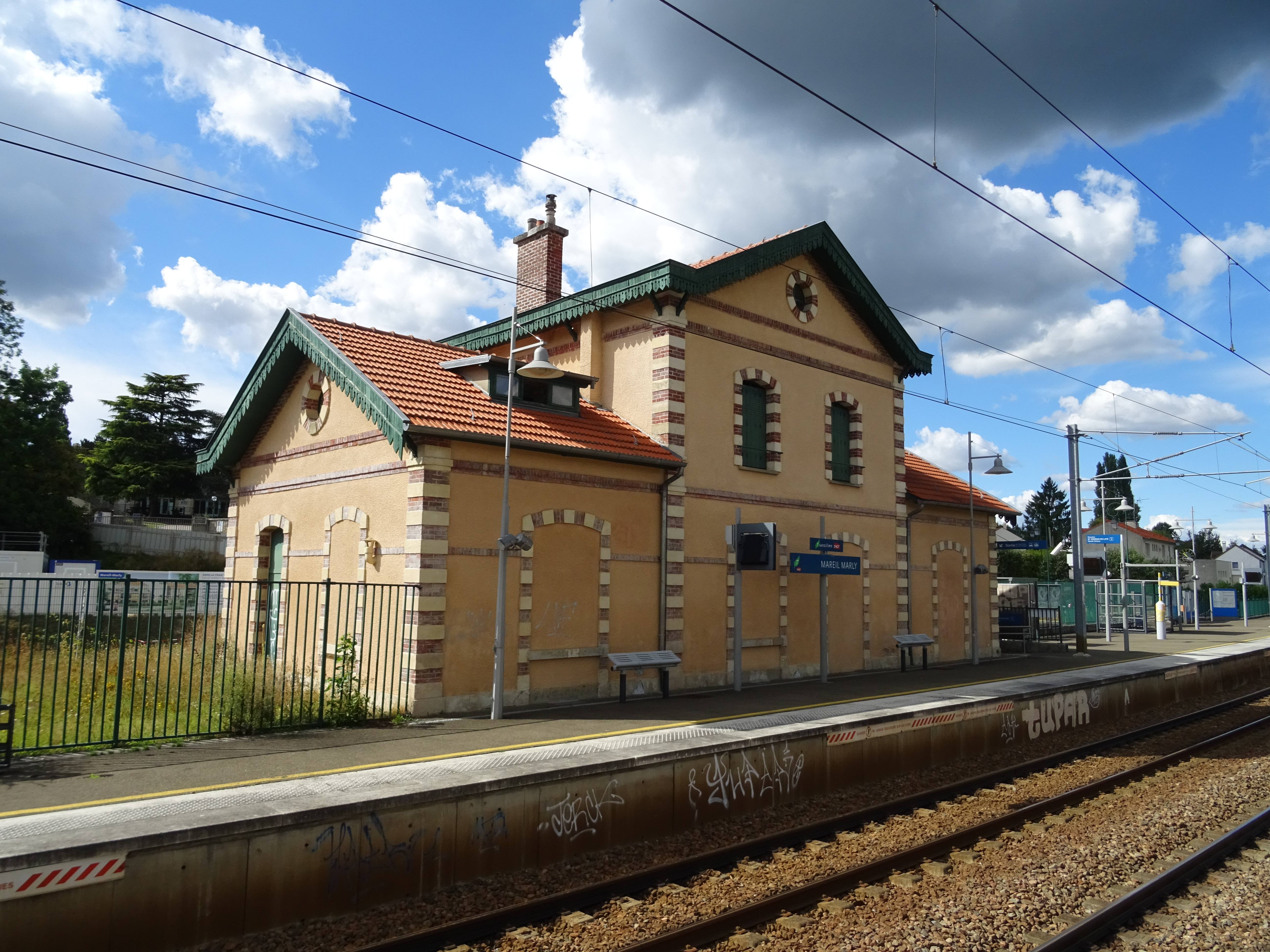
La gare.

Depuis juillet 2022, la commune est desservie par la gare de Noisy-le-Roi, via la ligne  . Celle-ci effectue les liaisons entre les gares de Saint-Cyr ( ,   ), de Saint-Nom-la-Bretèche - Forêt de Marly ( ) et de Saint-Germain-en-Laye ( ). Elle est située sur la ligne de la grande ceinture de Paris.
Inaugurée en 1882 puis fermée progressivement à partir de 1939, la section Versailles - Saint-Germain-en-Laye de la ligne de la grande ceinture de Paris avait partiellement rouverte au trafic en 2004 entre les gares de Saint-Germain-Grande Ceinture et de Noisy. Ce tronçon exploité en navettes permettait une correspondance à destination de Paris-Saint-Lazare en gare de Saint-Nom-la-Bretèche. Elle ferma en 2017 afin de réaliser les travaux du Tram 13.

#### Bus

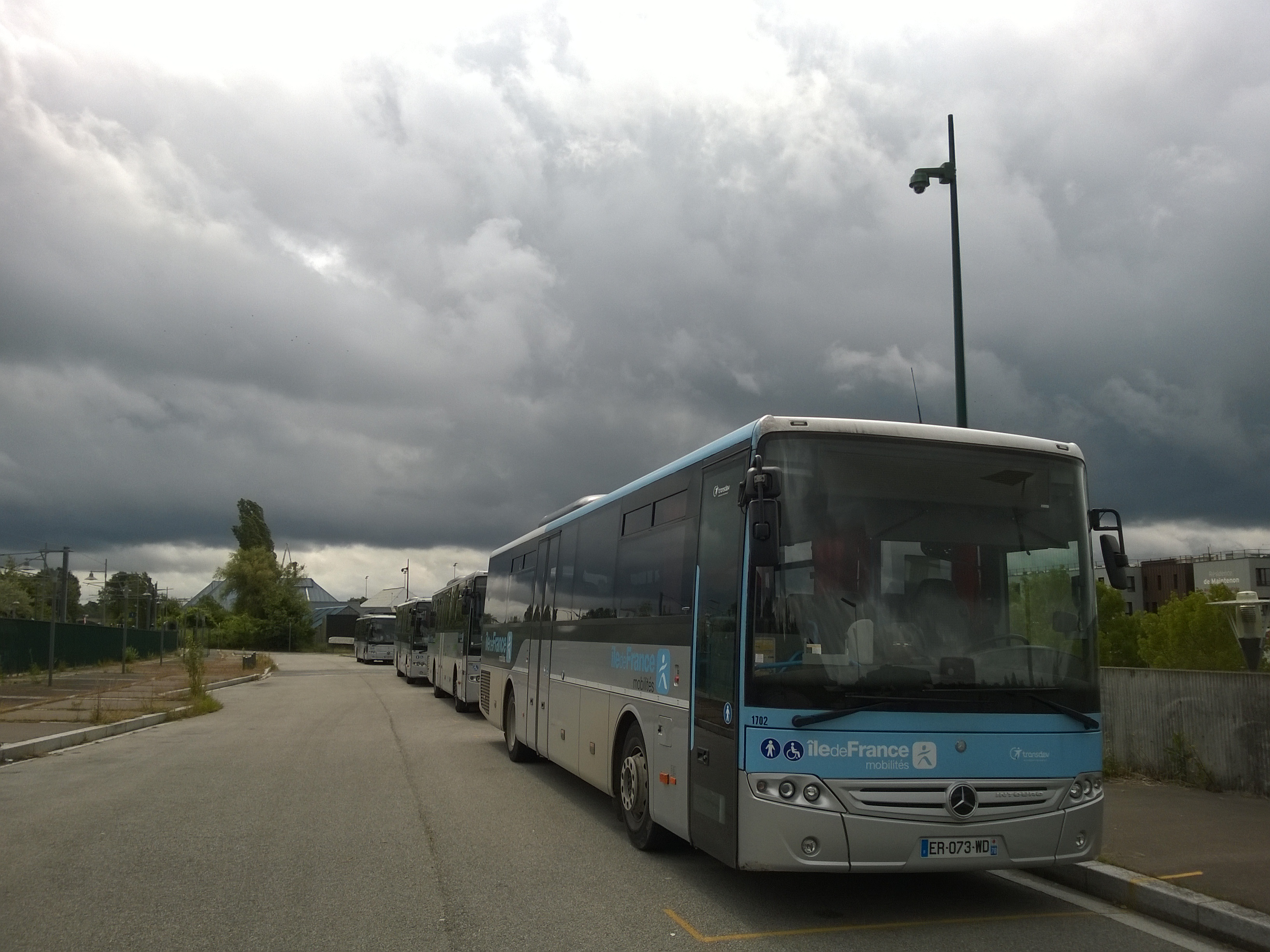
Établissement Transdev d'Ecquevilly.

Le réseau de bus Centre et Sud Yvelines effectue des liaisons avec six lignes de bus qui relient la gare et le centre-ville de Noisy-le-Roi au reste de la ville et aux communes alentour. Il s'agit des lignes 17S (vers les gares de Versailles-Rive-Droite et Maule), 27 (vers le Lycée international de Saint-Germain-en-Laye), 41 (de la gare des Mureaux à Bailly), 170, 171 et 172  (vers Crespières et Feucherolles).
Le réseau de bus de Saint-Quentin-en-Yvelines dessert la commune avec la ligne 20 vers Les Clayes-sous-Bois.
Le réseau de bus Grand Versailles dessert la commune avec les lignes 6217 (qui relie Noisy à la Gare de Versailles-Rive-Droite), 6276 (vers la gare de Vaucresson) et 6283 (vers La Celle-Saint-Cloud)

## Toponymie

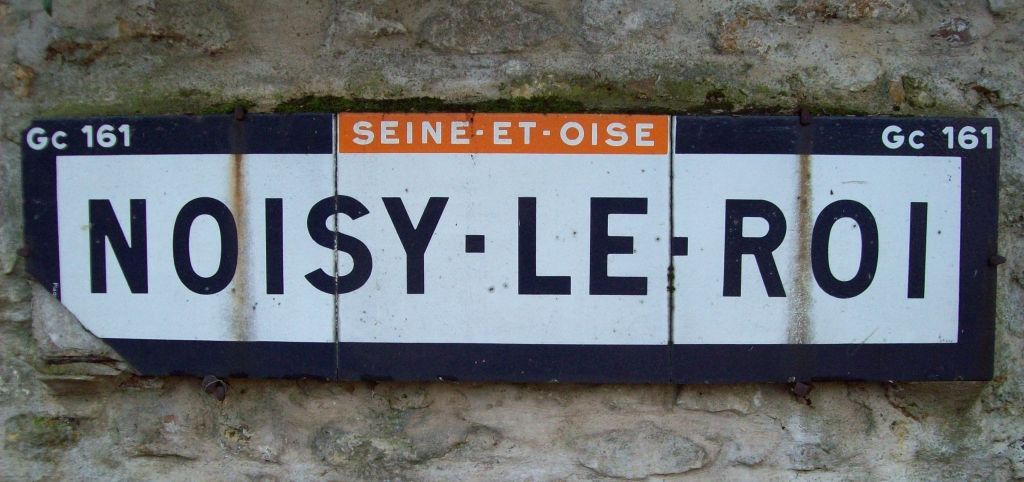
Ancien panneau d'entrée.

Le nom de la localité est attesté sous les formes Noisi en 1173, Noisiaco en 1230, Noisiacum, Nusiacum au XIIIe siècle, Noisy-en-Cruye, puis Noisy le Roi en 1675.
Noisy-le-Roi s'expliquerait par le latin Nucetum comme la plupart des Noisy « lieu planté de noyers »,.
En 1675 le château est adjugé au roi Louis XIV, qui l’année suivante achète la terre. La seigneurie est incorporée au Grand Parc de Versailles et le village prend le nom de Noisy le Roi.

## Histoire

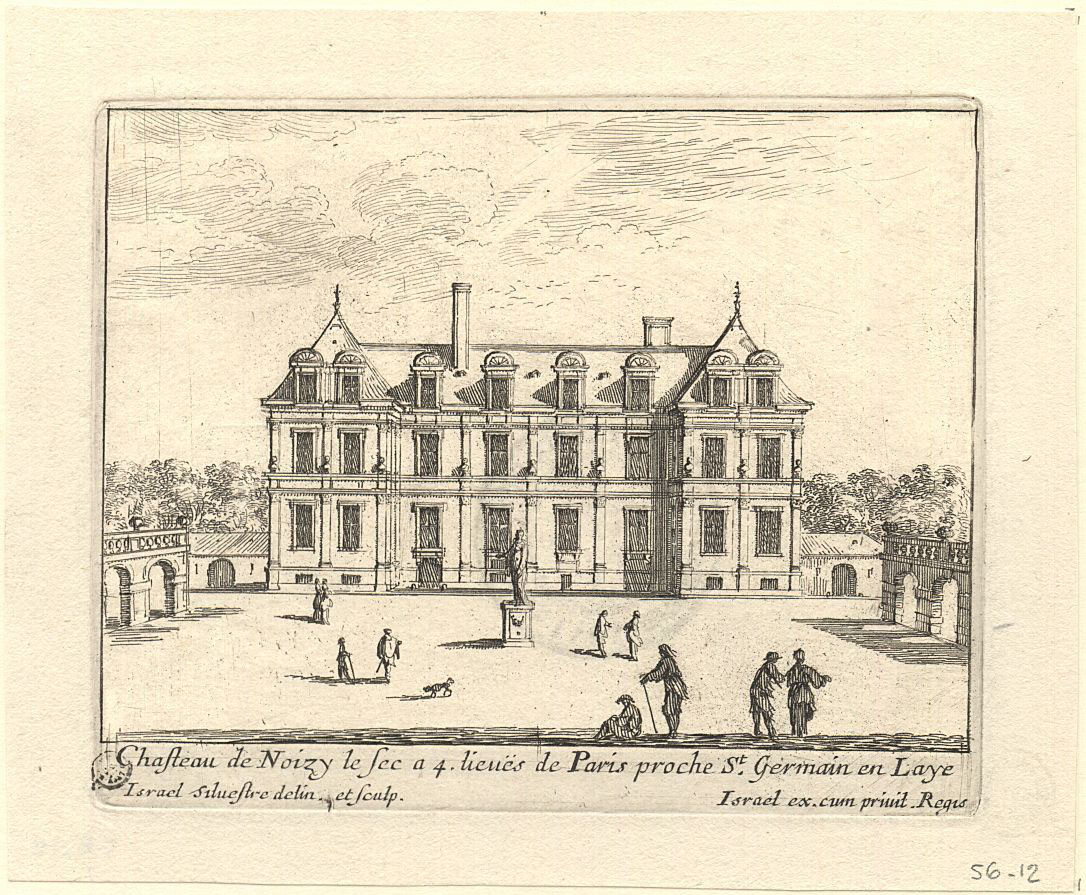
Château de Noisy, vers 1650.

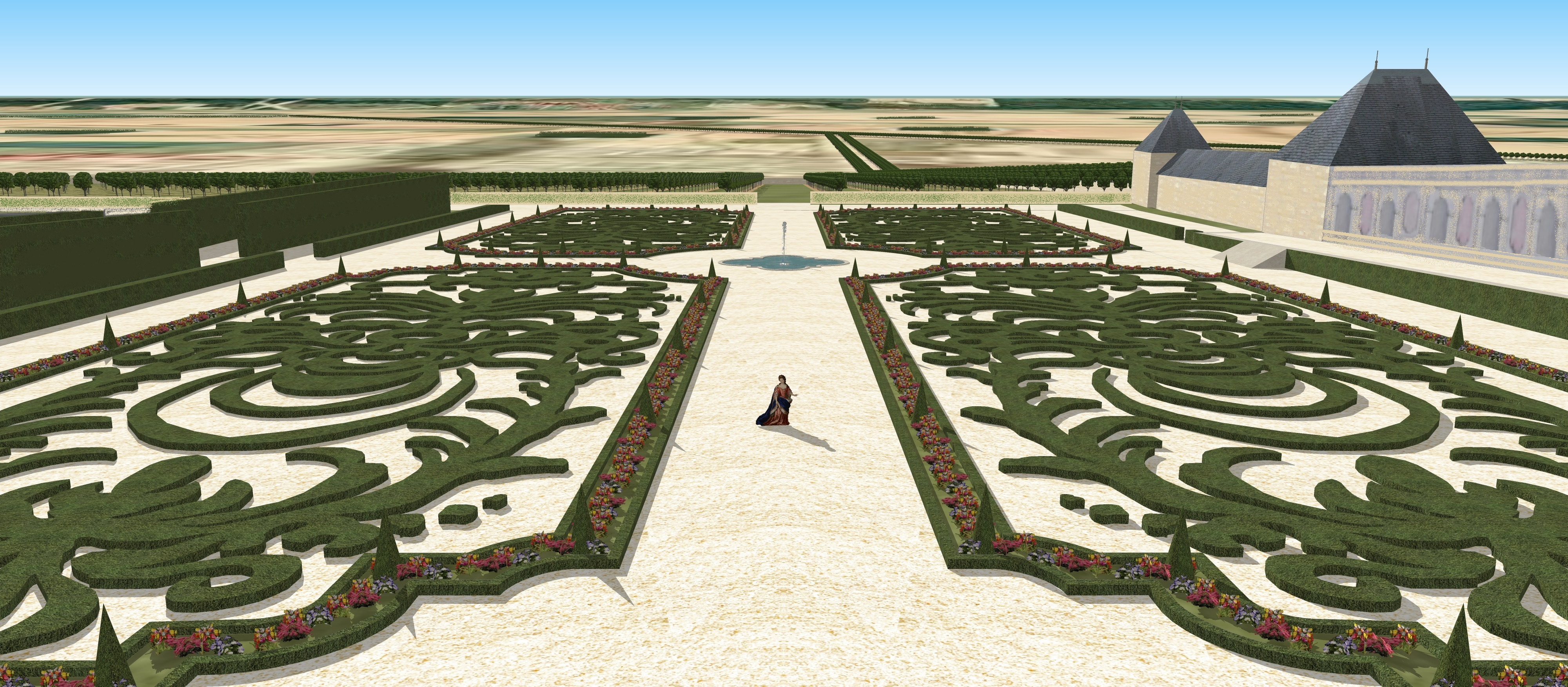
Restitution du grand parterre de la Grotte du château de Noisy-le-Roi, fin XVIIe. Situé sur la commune de Bailly

Une campagne de fouille a été menée à l’été 2007 à l’emplacement de la grotte du château de Noisy, ainsi qu’en 2017. La grotte était en réalité un somptueux pavillon d’agrément, au milieu des jardins, sur deux niveaux, avec un salon à l’étage et des salles de fraîcheur en dessous.
La fouille d’environ 20 m3 a mis au jour des bas de murs et une partie des sols encore en place. Les maçonneries appartiennent au portique et au vestibule d’entrée, à une pièce secondaire encore partiellement dallée, et surtout à l’une des niches du salon central qui possède encore son décor en place.
De nombreux fragments de moulures en plâtre doré et peint ont été retrouvés, formant parfois des caissons octogonaux. De même, une grande variété de coquillages provenant de l’Atlantique ou de la Méditerranée, scellés dans des corniches en plâtre. Ces coquilles colorées et nacrées étaient agencées avec des pierres variées, notamment de beaux gypses translucides. Ces assemblages de coquillages et de rocailles dessinent  encore des motifs  végétaux dans des cadres architecturés.
D’autres éléments de décor ont été découverts : une pierre sculptée ornée de motifs de congélations, quelques céramiques glaçurées, des clous à têtes ornées de fleurs, quelques pierres moulurées, notamment un large fragment en façade à la base du bâtiment… enfin un tuyau de plomb provenant du jet d’eau de la grotte.

## Politique et administration

### Rattachements administratifs et électoraux
Rattachements administratifs
Antérieurement à la loi du 10 juillet 1964, la commune faisait partie du département de Seine-et-Oise. La réorganisation de la région parisienne en 1964 fit que la commune appartient désormais au département des Yvelines et à son arrondissement de Versailles après un transfert administratif effectif au 1er janvier 1968.
Lors de la mise en place des Yvelines, la commune est intégrée en 1967 au canton de Saint-Nom-la-Bretèche. Dans le cadre du redécoupage cantonal de 2014 en France, cette circonscription administrative territoriale a disparu, et le canton n'est plus qu'une circonscription électorale.
L'organisation juridictionnelle rattache les justiciables de Noisy au Tribunal judiciaire de Versailles et au tribunal administratif de Versailles, tous rattachés à la Cour d'appel de Versailles.
Rattachements électoraux
Pour les élections départementales, la commune fait partie depuis 2014 du canton de Verneuil-sur-Seine.
Pour l'élection des députés, elle fait partie de la troisième circonscription des Yvelines, qui est une ancienne émanation du canton de Saint-Nom-la-Bretèche.

### Tendances politiques et résultats
Élections présidentielles
Résultats des deuxièmes tours :
- Élection présidentielle de 2012[22] : 74,33 % pour Nicolas Sarkozy (UMP), 25,67 % pour François Hollande (PS). Le taux de participation était de 87,67 %.
- Élection présidentielle de 2017[23] : 84,21 % pour Emmanuel Macron (REM), 15,79 % pour Marine Le Pen (FN). Le taux de participation était de 79,96 %.
- Élection présidentielle de 2022[24] : 76,76 % pour Emmanuel Macron (LREM), 23,24 % pour Marine Le Pen (RN). Le taux de participation était de 80,94 %.

Élections législatives
Résultats des deuxièmes tours ou des deux meilleurs scores si premier tour :
- Élections législatives de 2012[25] : 73,73 % pour Henri Guaino (UMP), 26,27 % pour Fabienne Gelgon-Bilbault (PS). Le taux de participation était de 57,59 %.
- Élections législatives de 2017[26] : 55,71 % pour Béatrice Piron (LREM), 44,29 % pour Philippe Brillault (LR). Le taux de participation était de 52,56 %.
- Élections législatives de 2022[27] : 80,33 % pour Béatrice Piron (Ensemble), 19,67 % pour Louise Brody (LFI-NUPES). Le taux de participation était de 55,74 %.

Élections européennes
Résultats des deux meilleurs scores :
- Élections européennes de 2014[28] : 35,28 % pour Alain Lamassoure (UMP), 17,28 % pour Marielle de Sarnez (MoDem). Le taux de participation était de 55,70 %.
- Élections européennes de 2019[29] : 39,93 % pour Nathalie Loiseau (LREM), 21,56 % pour François-Xavier Bellamy (LR). Le taux de participation était de 63,91 %.

Référendums
- Référendum de 2005 sur la constitution européenne[30] : 80,42 % pour le Oui, 19,58 % pour le Non. Le taux de participation était de 78,07 %.

Élections régionales
Résultats des deux meilleurs scores :
- Élections régionales de 2015[31] : 73,43 % pour Valérie Pécresse (UMP), 18,78 % pour Claude Bartolone (PS). Le taux de participation était de 63,60 %.
- Élections régionales de 2021[32] : 69,55 % pour Valérie Pécresse (Union de la droite), 12,74 % pour Julien Bayou (Union de la gauche). Le taux de participation était de 41,38 %.

Élections départementales
Résultats des deux meilleurs scores :
- Élections départementales de 2015[33] : 83,82 % pour Hélène Brioix-Feuchet et Jean-François Raynal (UMP), 16,18 % pour Jean-Luc Gallais et Chantal Thibaut (FN). Le taux de participation était de 44,93 %.
- Élections départementales de 2021[34] : 79,65 % pour Fabienne Devèze et Jean-François Raynal (DVD), 20,35 % pour Cédric Aoun et Marie-Hélène Lopez-Jollivet (SE). Le taux de participation était de 46,80 %.

Élections municipales
Résultats des deuxièmes tours ou du premier tour si dépassement de 50 % :
- Élections municipales de 2014[35] : 47,31 % pour Marc Tourelle (DVD), 43,22 % pour Erwan Toullec (SE). Le taux de participation était de 61,63 %.
- Élections municipales de 2020[36] : 70,80 % pour Marc Tourelle (DVD), 29,20 % pour Régis Duval (DVD). Le taux de participation était de 40,45 %.

### Intercommunalité

Logo de la CAVGP.

La commune est membre depuis 2011 de la Communauté d'agglomération Versailles Grand Parc (CAVGP), un établissement public de coopération intercommunale (EPCI) à fiscalité propre créé le 8 novembre 2002 et auquel la commune a transféré un certain nombre de ses compétences, dans les conditions déterminées par le code général des collectivités territoriales. La communauté d'agglomération comprend 18 communes et le siège est à Versailles.

### Sécurité et Santé
La ville dispose d'une police municipale et d' un système de vidéosurveillance. Une brigade territoriale de gendarmerie est localisée sur la commune.
La commune dépend du centre de secours du service départemental d'incendie et de secours de Villepreux (situé à 6 kilomètres de Noisy). Le centre hospitalier le plus proche est l'hôpital André-Mignot, situé au Chesnay.
La ville regroupe par ailleurs de nombreux professionnels de santé.

### Jumelages
| Ville | Ville   | Pays | Pays       |
| ----- | ------- | ---- | ---------- |
|       | Albion  |      | États-Unis |
|       | Godella |      | Espagne    |

- Depuis 1997, Noisy est jumelée avec la ville d'Albion, située dans l'État du Michigan[44].
- Depuis 2004, Noisy est jumelée avec la ville de Godella, située dans la province de Valence[45].

## Population et société

### Démographie

#### Évolution démographique
L'évolution du nombre d'habitants est connue à travers les recensements de la population effectués dans la commune depuis 1793. Pour les communes de moins de 10 000 habitants, une enquête de recensement portant sur toute la population est réalisée tous les cinq ans, les populations de référence des années intermédiaires étant quant à elles estimées par interpolation ou extrapolation. Pour la commune, le premier recensement exhaustif entrant dans le cadre du nouveau dispositif a été réalisé en 2005.

En 2022, la commune comptait 7 597 habitants, en évolution de +0,21 % par rapport à 2016 (Yvelines : +2,72 %, France hors Mayotte : +2,11 %).
| 1793 | 1800 | 1806 | 1821 | 1831 | 1836 | 1841 | 1846 | 1851 |
| ---- | ---- | ---- | ---- | ---- | ---- | ---- | ---- | ---- |
| 636  | 626  | 627  | 624  | 577  | 542  | 545  | 597  | 591  |

| 1856 | 1861 | 1866 | 1872 | 1876 | 1881 | 1886 | 1891 | 1896 |
| ---- | ---- | ---- | ---- | ---- | ---- | ---- | ---- | ---- |
| 533  | 566  | 563  | 655  | 713  | 647  | 658  | 653  | 637  |

| 1901 | 1906 | 1911 | 1921 | 1926 | 1931 | 1936 | 1946 | 1954 |
| ---- | ---- | ---- | ---- | ---- | ---- | ---- | ---- | ---- |
| 624  | 614  | 624  | 686  | 749  | 774  | 787  | 741  | 967  |

| 1962  | 1968  | 1975  | 1982  | 1990  | 1999  | 2005  | 2006  | 2010  |
| ----- | ----- | ----- | ----- | ----- | ----- | ----- | ----- | ----- |
| 1 035 | 2 564 | 5 587 | 5 572 | 8 095 | 7 718 | 8 136 | 8 087 | 7 811 |

| 2015  | 2020  | 2022  | - | - | - | - | - | - |
| ----- | ----- | ----- | - | - | - | - | - | - |
| 7 550 | 7 692 | 7 597 | - | - | - | - | - | - |

#### Pyramide des âges
En 2018, le taux de personnes d'un âge inférieur à 30 ans s'élève à 32,7 %, soit en dessous de la moyenne départementale (38 %). À l'inverse, le taux de personnes d'âge supérieur à 60 ans est de 30,2 % la même année, alors qu'il est de 21,7 % au niveau départemental.
En 2018, la commune comptait 3 641 hommes pour 3 936 femmes, soit un taux de 51,95 % de femmes, légèrement supérieur au taux départemental (51,32 %).
Les pyramides des âges de la commune et du département s'établissent comme suit.
| Hommes | Classe d’âge | Femmes |
| ------ | ------------ | ------ |
| 1,1    | 90 ou +      | 2,0    |
| 9,3    | 75-89 ans    | 11,5   |
| 17,8   | 60-74 ans    | 18,5   |
| 23,8   | 45-59 ans    | 23,3   |
| 12,7   | 30-44 ans    | 14,5   |
| 16,1   | 15-29 ans    | 12,9   |
| 19,2   | 0-14 ans     | 17,3   |

| Hommes | Classe d’âge | Femmes |
| ------ | ------------ | ------ |
| 0,6    | 90 ou +      | 1,4    |
| 6      | 75-89 ans    | 7,8    |
| 13,5   | 60-74 ans    | 14,8   |
| 20,7   | 45-59 ans    | 20,1   |
| 19,6   | 30-44 ans    | 19,9   |
| 18,5   | 15-29 ans    | 16,8   |
| 21,2   | 0-14 ans     | 19,2   |

### Enseignement
La commune relève de l'académie de Versailles. Les écoles sont gérées par l’inspection générale de l'inspection départementale de l’Éducation nationale de Versailles. La circonscription fait partie du bassin d'éducation et de formation de Versailles-Plaisir.
- La ville regroupe quatre écoles (Le Cèdre, Jules-Verne, Jean-de-la-Fontaine et Pauline-Kergomard)[52].
- Le collège Jean-Baptiste-de-La-Quintinie se situe sur la commune[53].
- Les élèves peuvent ensuite se rendre au lycée[54] à La Celle Saint-Cloud (lycées professionnels Colbert et Lucien-René-Duchesne, lycée général Corneille), ainsi qu'au lycée international de Saint-Germain-en-Laye ou à l'École japonaise de Paris à Montigny-le-Bretonneux.
- Les établissements universitaires sont situés à Paris et Versailles Saint-Quentin-en-Yvelines.

### Équipements culturels
- Bibliothèque de Noisy-le-Roi[55]
- École de Musique et d'Art Dramatique de Bailly-Noisy-le-Roi (située à Bailly)[56]
- Compagnie théâtrale Les Fous du Roi[57]
- Salle des Anciennes-Ecuries (location de salles et spectacles réguliers)

### Équipements sportifs
- Complexe sportif du SiBaNo[58] : complexe inauguré en 1966 pour les communes de Bailly et de Noisy : 
  - terrains de football
  - courts de tennis
  - terrains multisports
- Espace Robert-Thierry : gymnase multisports inauguré en 2021
- Bassin d'apprentissage : piscine pour l'apprentissage de la nage, inaugurée en 1990
- Le Skate Park
- Golf de Noisy-le-Roi[59]

## Économie

### Revenus de la population et fiscalité
En 2010, le revenu fiscal médian par ménage était de 59 197 €, ce qui plaçait Noisy-le-Roi au 48e rang parmi les 31 525 communes de plus de 39 ménages en métropole.

### Emploi
Commune essentiellement résidentielle, Noisy-le-Roi se situe toutefois à proximité de plusieurs bassins d'emplois, notamment à Versailles, Saint-Germain-en-Laye, Le Chesnay-Rocquencourt (Parly 2) et Saint-Quentin-en-Yvelines. Le quartier d'affaires de La Défense est localisé à 20 kilomètres de Noisy et, par le tramway et la route, le bassin de l'aire urbaine de Paris est aisément accessible.

### Entreprises et commerces
Plusieurs commerces de proximité sont situés à Noisy-le-Roi, notamment en centre-ville. La commune abrite un petit centre commercial, L'Orée de Noisy.
Les centres commerciaux Parly 2 et  One Nation Paris sont également à proximité de Noisy-le-Roi.

## Culture locale et patrimoine
- La ville participe au Concours des villes et villages fleuris et possède une fleur en 2007[61].
- En 2009 elle a deux fleurs.

### Patrimoine architectural
- La batterie de Noisy-le-Roi
- L'église Saint-Lubin
- Le relais de postes
- Le chemin des Impressionnistes
- La porte des Gondi de l'ancien château de Noisy[62],[63]
- Le couvent des Cordeliers
- La table d'orientation Alfred Sisley[64] (proche de la porte de Gally)

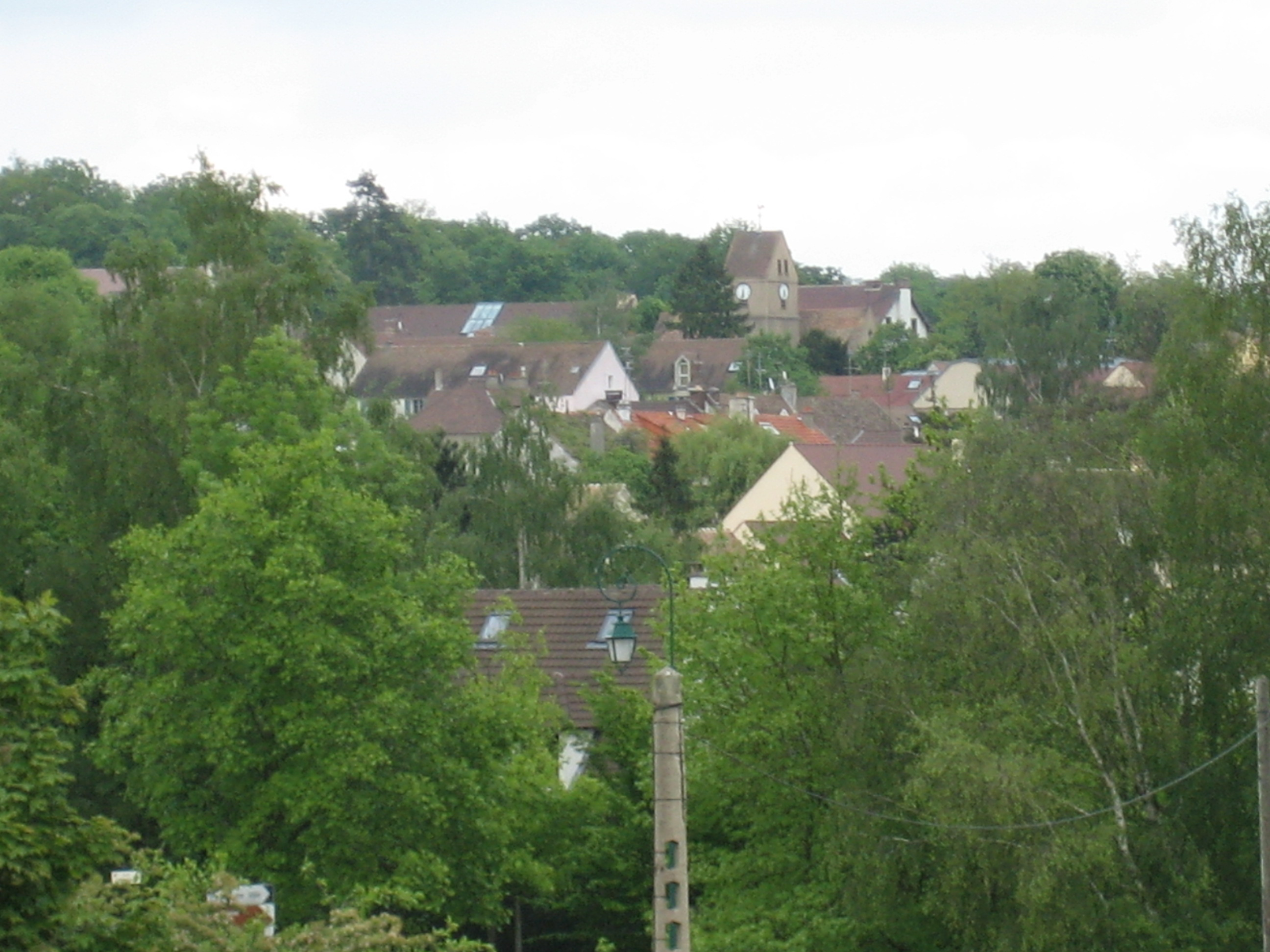
Rue de l'église Saint-Lubin de Noisy-le-Roi, qui a servi de modèle à Alfred Sisley.
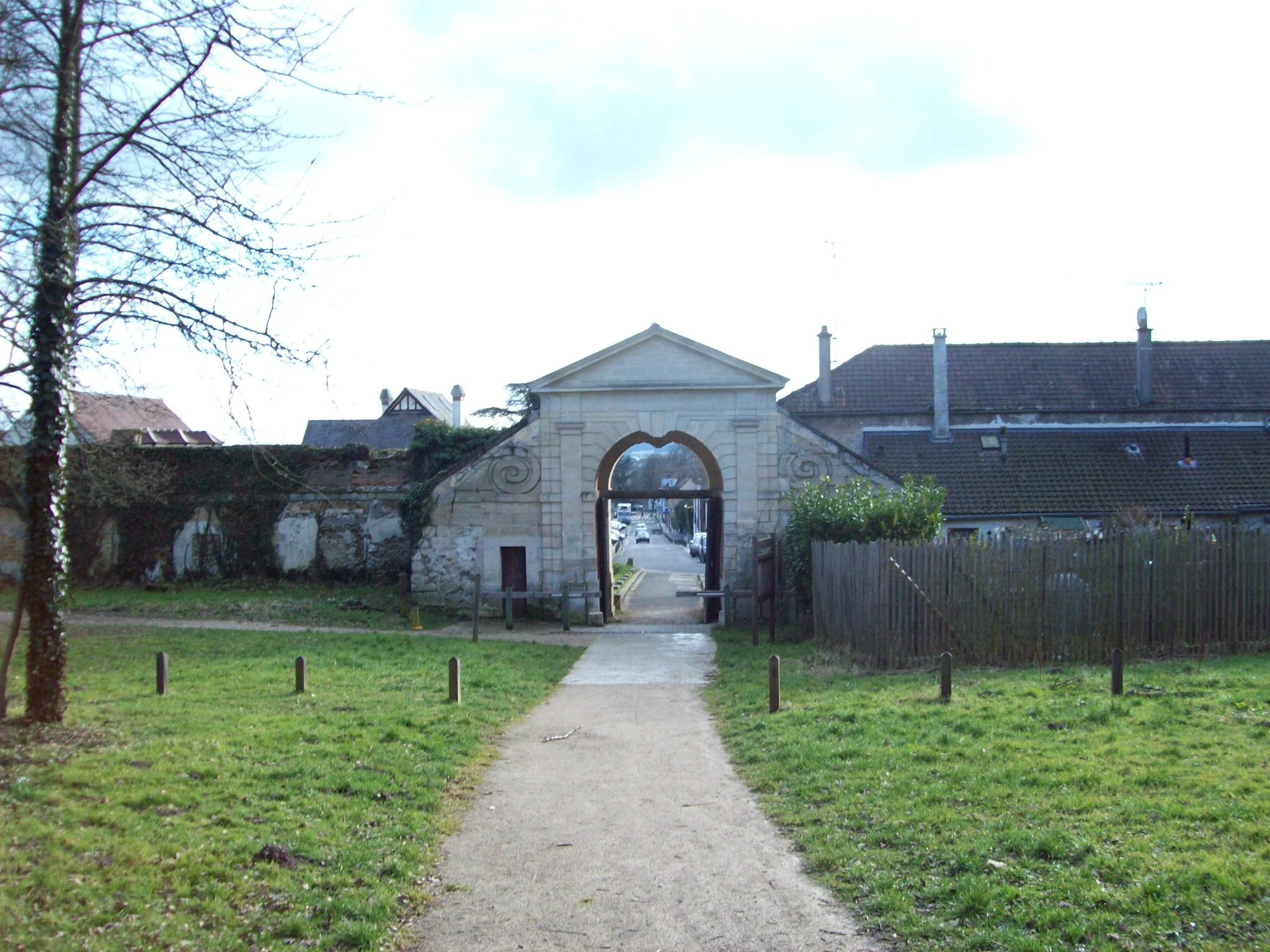
La porte des Gondi et l'ancienne cour du château.
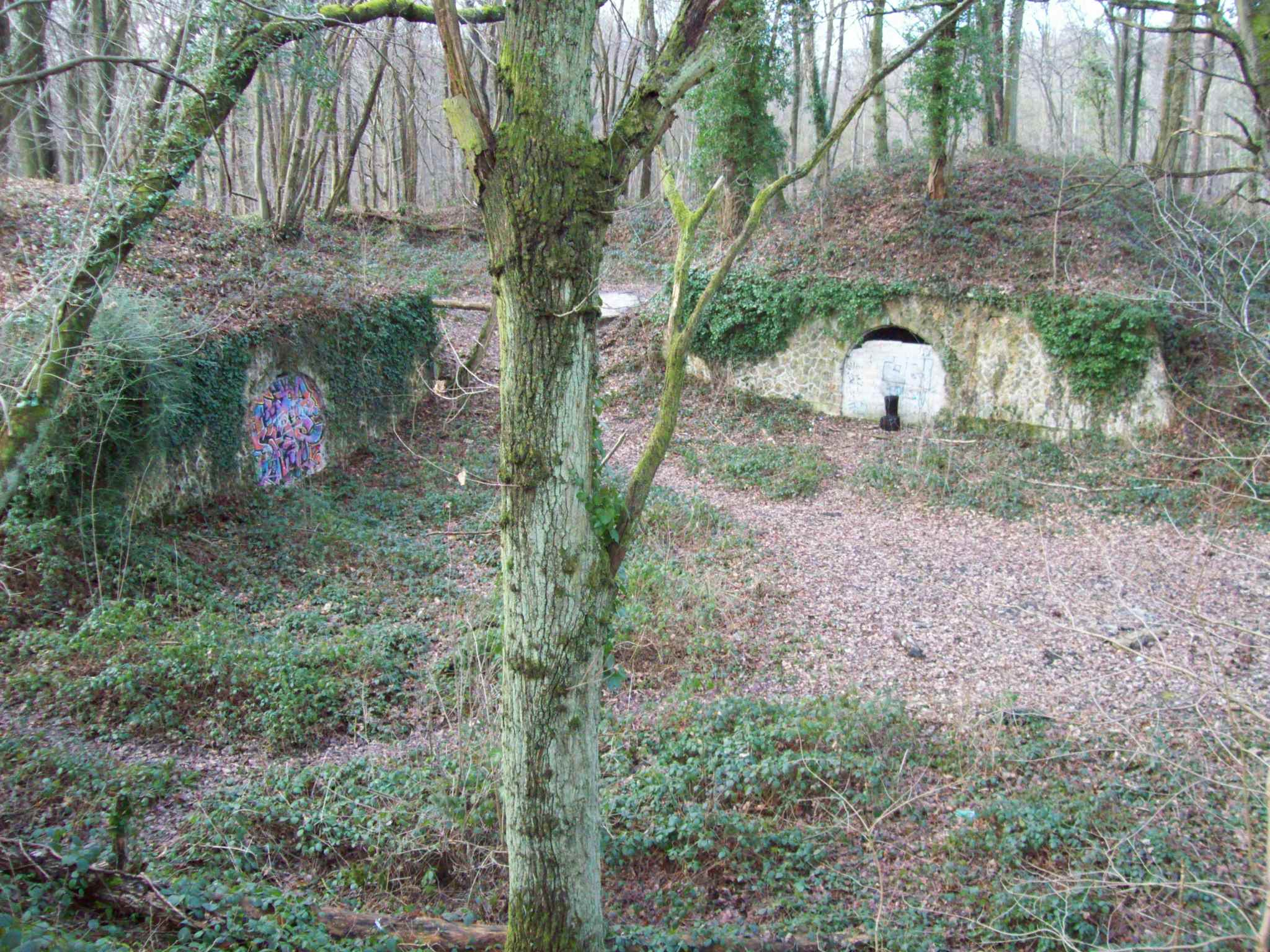
Batterie de Noisy-le-Roi.

### Patrimoine naturel

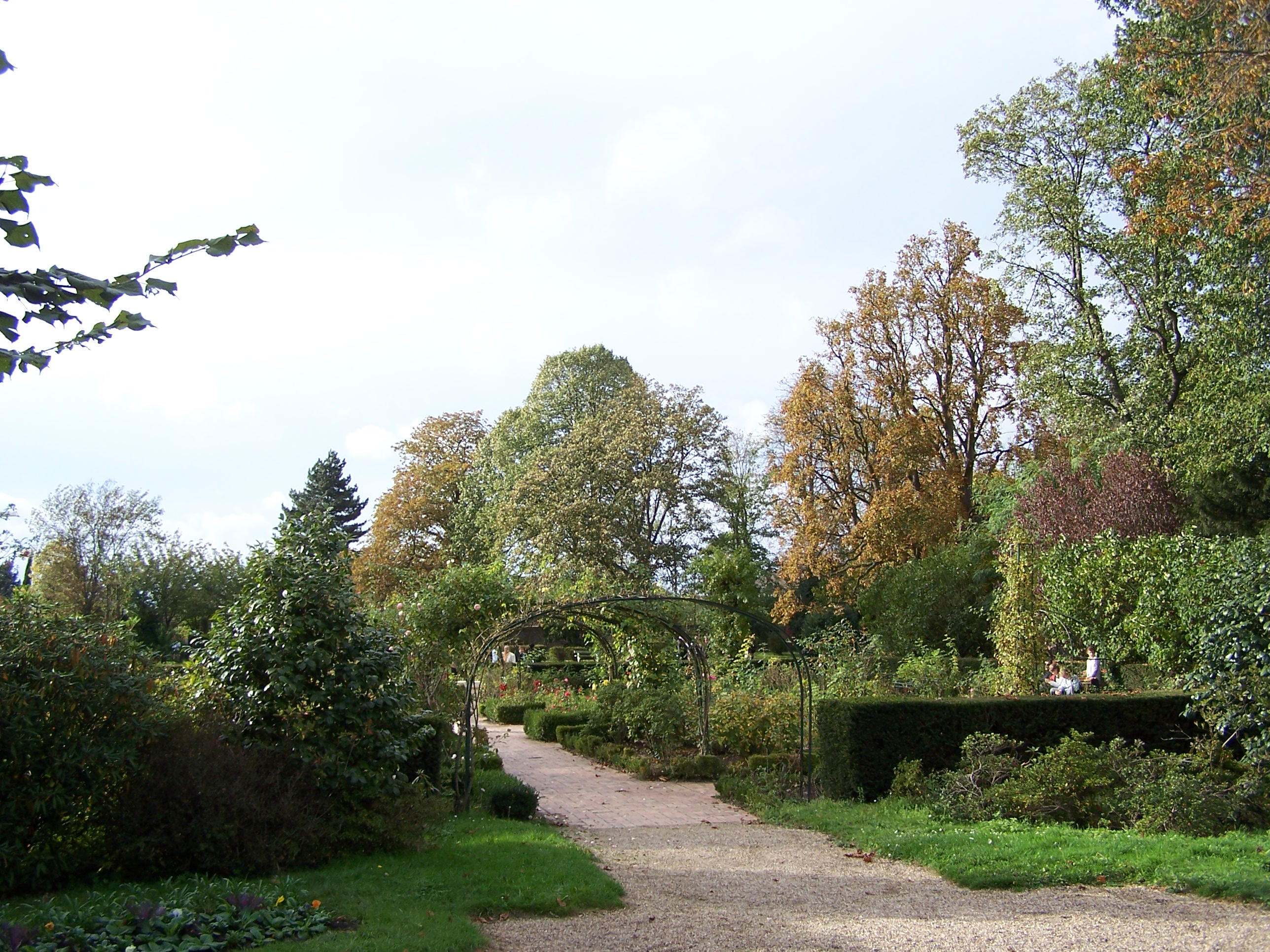
Parc de la Roseraie.

- Forêt de Marly
- Golf de Noisy-le-Roi
- Parc de la Roseraie

### Cultes

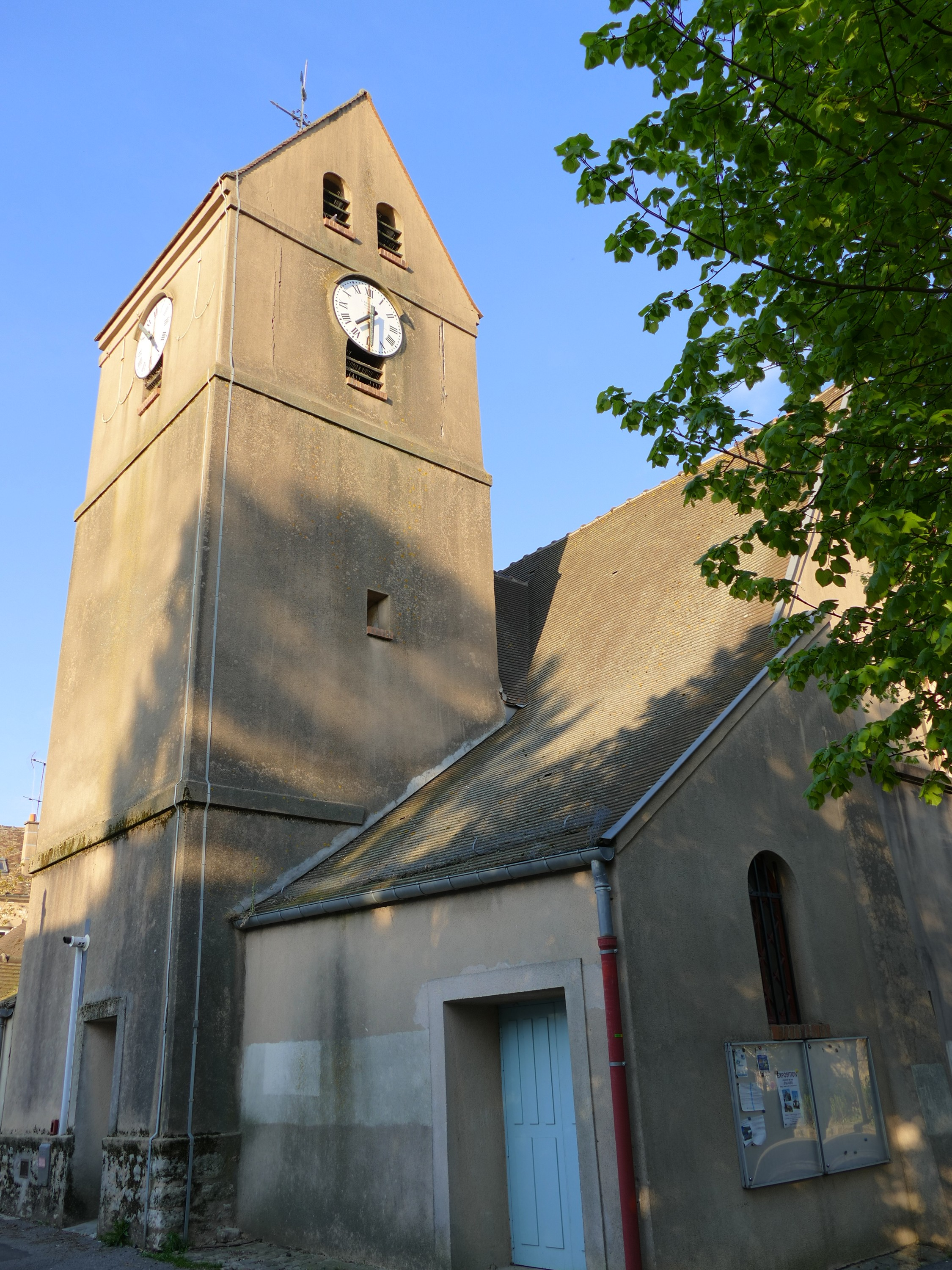
Église Saint-Lubin.

L'église Saint-Lubin, dédiée à Lubin de Chartres, dépend du diocèse de Versailles et fait partie du doyenné de Versailles-Nord, au sein du Groupement paroissial de Bailly - Noisy-le-Roi - Rennemoulin.
Le culte protestant peut se pratiquer à Marly-le-Roi, il y a des synagogues à Saint-Germain-en-Laye et à La Celle-Saint-Cloud, le culte musulman peut se pratiquer à La Celle-Saint-Cloud et le bouddhisme à la Pagode Tinh Tam de Sèvres.

### Peinture impressionniste

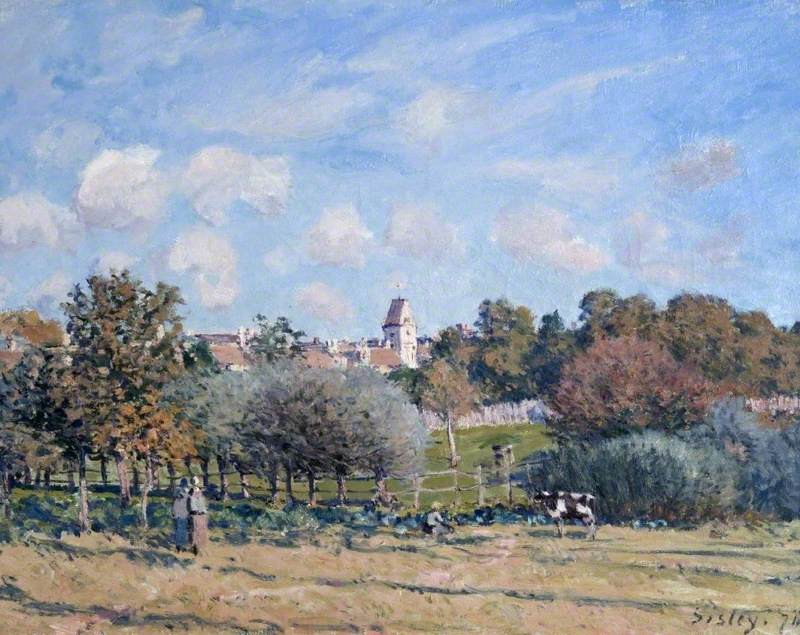
L'Église de Noisy-le-Roi, effet d'automne, par Alfred Sisley.

En 2002, pour entretenir l'héritage culturel laissé par les impressionnistes dans les Yvelines, Noisy-le-Roi, avec huit autres communes riveraines de la Seine, Carrières-sur-Seine, Chatou, Croissy-sur-Seine, Bougival, Louveciennes, Marly-le-Roi, Le Port-Marly et Le Pecq crée le label et la structure « Pays des Impressionnistes ».

### Héraldique
| Armes de Noisy-le-Roi | Les armes de Noisy-le-Roi se blasonnent ainsi : parti, au premier d'or aux deux masses d'armes de sable posées en sautoir et liées de gueules, qui est de Gondi, au deuxième de gueules aux deux clés d'argent posées en sautoir, qui est de Clermont. |

### Noisy-le-Roi et le cinéma
Noisy-le-Roi apparaît dans plusieurs films :
- La Chatte, film dramatique réalisé par Henri Decoin en 1958 avec Bernard Blier et Roger Hanin
- La Chatte sort ses griffes, film d'espionnage réalisé par Henri Decoin en 1960 avec Françoise Arnoul et Harold Kay
- Essaye-moi, comédie romantique réalisée par Pierre-François Martin-Laval en 2006 avec Julie Depardieu et Pierre Richard
- À l'intérieur, film d'horreur réalisé par Alexandre Bustillo et Julien Maury en 2007 avec Alysson Paradis

### Personnalités liées à la commune
- Gaspard de Cherville (1819-1898), écrivain et collaborateur d'Alexandre Dumas.
- Alfred Sisley (1839-1899), peintre anglais, a beaucoup fréquenté Noisy-le-Roi et la forêt de Marly.
- André Le Bourblanc (1922-1944), étudiant en droit et résistant de l'Organisation civile et militaire pour la section Noisy-Saint Cyr, originaire de Noisy, mort pour la France[66].
- Anne-Marie Desplat-Duc (1948), romancière.
- Jean-Marc Bellocq (1957), athlète coureur de fond.